# 露在火中燒
《露在火中燒》（羅馬化：Fai Namkhang）是一部改編自作家布蘭丹梅克同名小說的愛情劇。
2001年版由Maya Channel製作，克里薩達·德卡尼洛邦執導，昱拉南·帊摸孟低（Sam）與希里亞姆·帕克迪丹隆里（Ann）領銜主演。2001年9月5日至10月18日，每週三至週四晚間8時20分於Channel 5播出。
2022年10月，泰國第7電視台宣布翻拍，並交由Media Studio出品，因他農·拉達那卡執導，友薩瓦·塔瓦丕（Euro）與莫妲·娜琳叻（Mook）領銜主演。2024年10月8日起，每週一至週二晚間8時40分於Ch7HD播出。

## 劇情簡介

2001年原版劇集海報

Phappha是家中的支柱，除了要負擔家中所有開銷外，還要撫養就讀高中的弟弟Tong。而她的姊姊Treepradub嫁入豪門後，卻從未對他們伸出援手。
某天，Tong與Pheem的弟弟Peat發生爭執，Peat被Tong毆打重傷，導致本來就不合的Phappha與Phim兩人不得不再碰面，因為Phappha先前才打了Phim一巴掌。然而，Phappha因弟弟的毆打案而陷入困境，所以Phim為了拯救Tong而向Phappha提議成為他的女人。

## 演員陣容
註：括號內的演員姓名為小名。

### 主要演員
| 角色 （泰文）  | 角色 （羅馬拼音） | 首播年份              | 首播年份      |
| 角色 （泰文）  | 角色 （羅馬拼音） | 2001年                | 2024年        |
| -------------- | ----------------- | --------------------- | ------------- |
| ภีม             | Phim              | 昱拉南·帊摸孟低       | 友薩瓦·塔瓦丕 |
| พลับพลา （พลับ） | Phappha （Pha）   | 希里亞姆·帕克迪丹隆里 | 莫妲·娜琳叻   |

### 其他演員
| 角色 （泰文）                | 角色 （羅馬拼音）             | 首播年份            | 首播年份                                    |
| 角色 （泰文）                | 角色 （羅馬拼音）             | 2001年              | 2024年                                      |
| ---------------------------- | ----------------------------- | ------------------- | ------------------------------------------- |
| สายน้ำ（2001）／ทัศ（2024）    | Sainam（2001）／Tha（2024）   | 保羅·維蘇特·凱利    | 查納甘·彭斯里旺                             |
| สายเหนือ（2001）／อรวิ（2024） | Saimua（2001）／Oravi（2024） | 查查·魯吉納農       | 雅妮莎·蒂拉彤                               |
| วีกิจ                          | Veekit                        | 不適用              | 山提拉·君諾帕吉                             |
| ตอง                          | Tong                          | 榮仁·阿南達亞       | 納塔帕·吉拉帕瓦素                           |
| ชัชฎา                         | Triphradap                    | 達拉尼努·帕蘇塔納溫 | 阿梅娜·芘妮                                 |
| อุษา （ษา）                   | Usa （Sa）                    | 卡特里婭·甘賈納洛   | 帕莉塔·柴拉克 （原定由娜莎蒙·尼永德查出演） |
| สุธี                           | Suthi                         | 坦納永·王特拉庫     | 帕他拉蓬·維薩卡米                           |
| เกดลฏา （เกด）               | Kelata （Ke）                 | 不適用              | 娜塔莎·維普拉斯                             |
| พีท                           | Peat                          | 不適用              | 皮拉潘·金查倫帕尼                           |

## 劇集迴響

### 泰國電視收視（2024年版）
- 收視最低的集數以藍色表示，收視最高的集數以紅色表示，而空格則表示該集的收視沒有相關數據。

| 集數 No.   | 播放日期       | 播放時段 (UTC+07:00) | 15+收視率 | 來源 |
| ---------- | -------------- | -------------------- | --------- | ---- |
| 1          | 2024年10月8日  | 星期二 20:40         | 2.932     |      |
| 2          | 2024年10月14日 | 星期一 20:40         | 未知      |      |
| 3          | 2024年10月15日 | 星期二 20:40         | 3.031     |      |
| 4          | 2024年10月21日 | 星期一 20:40         | 2.998     |      |
| 5          | 2024年10月22日 | 星期二 20:40         | 2.951     |      |
| 6          | 2024年10月28日 | 星期一 20:40         | 3.115     |      |
| 7          | 2024年10月29日 | 星期二 20:40         | 3.208     |      |
| 平均收視率 | 平均收視率     | 平均收視率           | '         | 1    |

^1  基於每集的平均觀眾份額。

## 外部連結
- 《露在火中燒2001》MyDramaList上的劇情簡介 （页面存档备份，存于）（英文）
- 《露在火中燒2024》MyDramaList上的劇情簡介 （页面存档备份，存于）（英文）
- 豆瓣电影上《露在火中燒2001》的資料 （简体中文）
- 豆瓣电影上《露在火中燒2024》的資料 （简体中文）
- 互联网电影数据库（IMDb）上《露在火中燒2024》的资料（英文）